# Сергіно (Родовська волость, Горбунова Гора)
Сергіно (рос. Сергино) — присілок в Палкінському районі Псковської області Російської Федерації.
Населення становить 36 осіб. Входить до складу муніципального утворення Качановська волость.

## Історія
Від 2015 року входить до складу муніципального утворення Качановська волость.

## Населення
| 2001 | 2002 | 2010 | 2016 |
| ---- | ---- | ---- | ---- |
| 61   | ↘57  | ↘45  | ↘36  |